# إدوين لوتينز
السير إدوين لاندسير لوتينز (بالإنجليزية: Edwin Lutyens)‏ (29 مارس 1869 - 1 يناير 1944) كان مهندس معماري إنجليزي معروف بتعديلاته الإبداعية للطراز المعماري التقليدي ليتوافق مع لمتطلبات عصره. قام بتصميم العديد من المنازل الريفية الإنجليزية ونصب الحرب التذكارية والمباني العامة.
وفي سيرته الذاتية، كتب الكاتب كريستوفر هوسي، «وفي حياته (يقصد لوتينز) كان يعتبر على نطاق واسع من أفضل المهندسين المعماريين لدينا منذ Wren إن لم يكن، كما قال الكثيرون، أفضلهم». وصفه المؤرخ المعماري جافين ستامب بأنه «بالتأكيد أفضل مهندس بريطاني في القرن العشرين (أو أي قرن)». 
ولقد لعب السير لوتينز دورًا مفيدًا في تصميم وبناء نيودلهي، الذي سيعمل لاحقًا كعاصمة للحكومة الهندية. واعترافًا بمساهمته، تُعرف نيودلهي أيضًا باسم «لوتينز ديلهي». وبالتعاون مع السير هربرت بيكر، كان أيضًا المهندس الرئيسي للعديد من المعالم الأثرية في نيودلهي مثل بوابة الهند. كما قام بتصميم منزل نائب الملك، والذي يعرف الآن باسم راشتراباتي بهافان. 

## حياة سابقة
ولد لوتينز في مدينه كنسينغتون في لندن،  وكان ترتيبه بين أخوته الثلاثة عشر هو العاشر من أبناء ماري تيريزا غالوي (1832/33-1906) من كيلارني، من أيرلندا. والنقيب تشارلز هنري أوغستوس لوتينز (1829-1915)، جندي ورسام. قامت شقيقته ماري كونستانس إلفينستون لوتينز (1868-1951) بكتابة روايات تحت اسمها المتزوج السيدة جورج ويميس. نشأ في خورلي، ساري. تم تسميته على اسم صديق والده، الرسام والنحات إدوين هنري لاندسر. درس لوتينز الهندسة المعمارية في مدرسة جنوب كنسينغتون للفنون، لندن من 1885 إلى 1887. بعد الكلية انضم إلى الممارسة المعمارية إرنست جورج وهارولد بيتو. وهنا التقى السير هربرت بيكر لأول مرة. عمل لسنوات عديدة من مكاتب في 29 بلومزبري سكوير، لندن.

## نيو دلهي

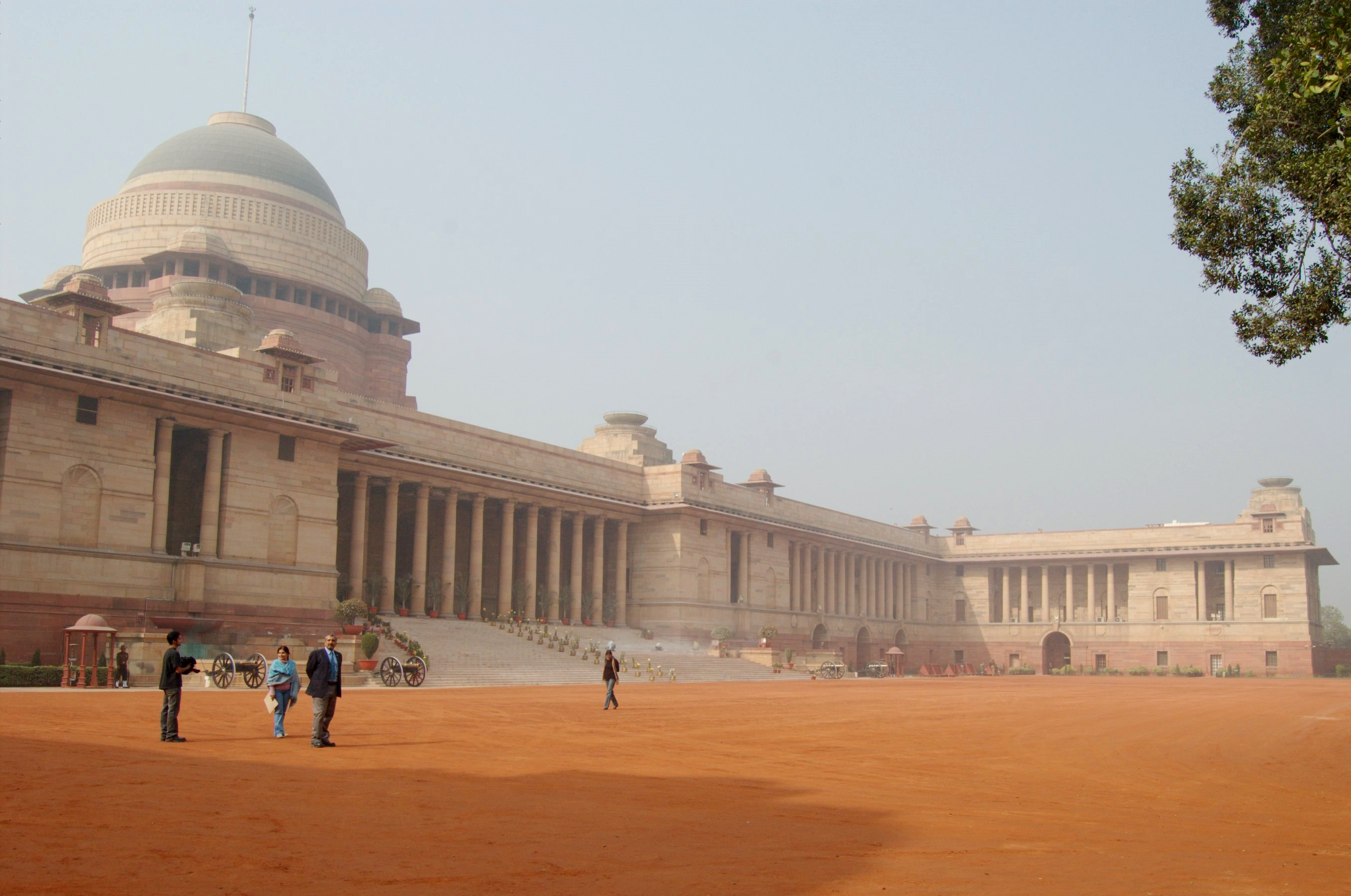
راشتراباتي بهافان ، المعروف سابقًا باسم بيت نائب الملك ، صممه لويتنز.

تم تصميم نيودلهي إلى حد كبير من قبل لوتينز. على مدى 20 عامًا أو نحو ذلك (1912 إلى 1930)، وتقع داخل مدينة دلهي، والمعروفة باسم `` لوتينز ديلهي ' '، اختيرت لتحل محل كالكوتا كمقر للحكومة البريطانية البريطانية في عام 1912 ؛  تم الانتهاء من مشروع البناء في عام 1929 وتم افتتاحه رسميًا في عام 1931. وفي تنفيذ هذا المشروع، إبتكر لوتينز نظاماَ جديداَ للهندسة المعمارية الكلاسيكية، والذي أصبح يعرف باسم Order Delhi وقد قام باستخدامه في العديد من تصاميم إنجلترا التي قام ببناءها، مثل Campion Hall ، Oxford . وعلى عكس المهندسين المعماريين البريطانيين التقليديين الذين أتو قبله، كان يستوحي العديد من أساليب وملامح الهندسة المتنوعة من العمارة الهندية المحلية والتقليدية وأدرجها - وهو شيء أكثر وضوحًا في القبة البوذية العظيمة التي تم تركيبها على طبل بيت فايسروي، والآن راشتراباتي بهافان. تم بناء هذا المبنى الفخم، الذي يحتوي على 340 غرفة، على مساحة حوالي 330 أكر (130 ها) ويضم حديقة خاصة صممها لوتينز. تم تصميم المبنى ليكون المقر الرسمي لنائب الملك في الهند وهو الآن المقر الرسمي لرئيس الهند.  

## روابط خارجية
- إدوين لوتينز على موقع الموسوعة البريطانية (الإنجليزية)
- إدوين لوتينز على موقع إن إن دي بي (الإنجليزية)